# Ambophthalmos angustus
Ambophthalmos angustus är en fiskart som först beskrevs av Nelson, 1977.  Ambophthalmos angustus ingår i släktet Ambophthalmos och familjen paddulkar. Inga underarter finns listade i Catalogue of Life.